# 林清峰
林清峰（1989年1月26日—），福建厦门人，中国男子举重運動員，亦為中国国家举重队成員。

## 簡介
林清峰在厦门市思明区文安小学讀4年级時，被启蒙教练薛元挺選到体校開始练習举重；13岁时已首次贏得全国少年举重赛冠军，到14岁时被上调至福建省举重队。然而，他因为不适应教练的训练方法，成绩起伏較大，故曾被两次被省队下放回到厦门。在第三次回到省队時，林清峰转為跟從万建辉教练，在万教练门下，林清峰的成绩顯著進步，短短數月成绩已提高近40公斤 。
由於福建省队中已有张杰和丁建军两名62公斤级的世界冠军，林清峰為爭取更好表現，在2009年毅然決定从62公斤级升到69公斤级。升级后，他馬上就拿到罗马尼亚世青赛的金牌，更在2010年在全国锦标赛上，壓倒奥运冠军廖辉夺得冠军。
2010年，林清峰全年拿了6个冠军，但却因過於拼命练習而受伤，以致表現下滑，在2011年只能做出330-340公斤的成績。
2012年，林清峰代表中国出戰英國倫敦舉行的奥林匹克运动会舉重比賽男子69公斤級賽事。最終，他以总成绩344公斤贏得金牌，更助中国国家举重队在这个项目上實現三连冠。